# (32811) Apisaon
(32811) Apisaon, désignation internationale (32811) Apisaon, est un astéroïde troyen jovien.

## Description
(32811) Apisaon est un astéroïde troyen jovien, camp troyen, c'est-à-dire situé au point de Lagrange L5 du système Soleil-Jupiter. Il présente une orbite caractérisée par un demi-grand axe de 5,250 UA, une excentricité de 0,075 et une inclinaison de 19,9° par rapport à l'écliptique.
Il est nommé en référence au personnage de la mythologie grecque Apisaon, acteur du conflit légendaire de la guerre de Troie.

## Compléments